# 塞特波齐战役
塞特波齐战役是1263年上旬爆发在塞特波齐岛（今希腊斯派采岛）附近的一场海战，交战双方为热那亚-拜占庭联合舰队和一支规模较小的威尼斯舰队。
热那亚与拜占庭帝国在1261年的《尼姆法伊翁条约》签订后开始结盟对抗宿敌威尼斯，而前者早在1256年就参与了针对威尼斯的圣萨巴斯战争。1263年，一支拥有48艘船只的热那亚舰队在驶往拜占庭堡垒莫奈姆瓦夏的途中遭遇了一支由32艘船组成的威尼斯舰队。热那亚人当即决定发起进攻，但其舰队的四名指挥官中仅有两人和14艘舰船与对手接战并被轻易击溃，威尼斯俘获四艘舰船，造成了相当大的人员伤亡。
威尼斯的胜利与热那亚人在冲突中不愿接战的表现产生了相当大的政治影响，因为拜占庭开始疏远与热那亚的联盟并恢复了和威尼斯的外交关系，最终在1268年双方达成为期五年的互不侵犯条约。塞特波齐战役之后，热那亚人避免与威尼斯海军发生正面冲突，而是专注于商业破袭，不过这并未阻止其在1266年的特拉帕尼战役中取得另一场更为彻底的惨重失败。

## 背景
米海尔八世（統治時期 1259–1282）发动政变成为尼西亚帝国的皇帝与拜占庭罗马人的统治者后开始着手实现尼西亚收复君士坦丁堡的野心。这座伟大的城市曾是拜占庭帝国的首都，然而自1204年的第四次十字军东征以来，君士坦丁堡陷落敌手，西方世界扶植的拉丁帝国定都于此。尽管拉丁帝国早已不复当年之勇，但在威尼斯海军力量的支持下，尼西亚帝国1235和1260年发起的两次围城战均以失败告终。特别是后一次让米海尔意识到对付威尼斯舰队的必要性，因此他转而向威尼斯人的死敌热那亚共和国求助 。
威尼斯商业贸易上的主要竞争对手热那亚自1256年起就参与了针对威尼斯的圣萨巴斯战争，遭遇阿卡战役的挫败后，其有风险彻底失去利润丰厚的黎凡特贸易。为了寻求出路和通过外交手段加强自己在国内的地位以对抗热那亚贵族，专制的市民官古列尔莫·波卡涅拉派遣使团觐见尼西亚皇帝提出结盟。随后于1261年3月13日签订的《尼姆法伊翁条约》规定热那亚有义务向尼西亚提供一支50艘船组成的舰队，费用由皇帝支付，作为交换，前者获得了非常优惠的商业条件。米海尔八世成功收复君士坦丁堡后，在拜占庭热那亚实际上继承甚至扩大了原拉丁帝国中威尼斯人的特权地位。  
事实上条约签署的仅两周后，君士坦丁堡就被尼西亚将军阿莱克修斯·斯特拉特格普洛斯收复，根本无需热那亚海军的支援。尽管如此米海尔八世还是严格遵守了《尼姆法伊翁和约》的条款，因为在拜占庭自己的舰队重建起来之前，其依然需要热那亚的海军力量以对抗威尼斯人的潜在反击。皇帝的补贴使热那亚人的舰队实力得以大幅增强。 收复君士坦丁堡后的一年里，威尼斯和热那亚在爱琴海的活动都相对消极：威尼斯犹豫是否要与热那亚已经派往该地区且数量上占优势的舰队对抗，同时也在静观意大利方面的局势发展，因为此时热那亚正因波卡涅拉被推翻以及代表该城贵族集团的委员会掌权而陷入内部动乱。之后热那亚新成立的贵族政府免去了原市民官的弟弟马里诺·波卡涅拉驻君士坦丁堡舰队司令的职务，指挥权被委托给六名海军将领，每人都是一个贵族集团的代表，这实际上造成了热那亚舰队的分裂。 
1262年夏，威尼斯命令雅各布·多尔芬率领一支由37艘桨帆船组成的舰队驶往爱琴海以捕获该地区日益增多的热那亚船只，其在塞萨洛尼基与奥托内·文托指挥下多达60艘战船的热那亚舰队相遇，尽管数量上占有明显优势，然而后者在大船护墙的庇护下拒绝交战。正当两国间的战争拖延不决之际，与威尼斯结盟的伦巴第内格罗蓬特的领主们在马尔马拉海发动了一次海盗袭击，结果遭到拜占庭-热那亚舰队的阻击被迫投降。与此同时摩里亚（今伯罗奔尼撒半岛）也爆发了战争，米海尔八世派遣一支远征军（1262年末或1263年初）进攻亚该亚亲王国。尽管最初取得了胜利，但随后拜占庭军队在普里尼察战役中被人数劣势的敌人击溃，次年马克里普拉吉战役的失败更是彻底葬送了皇帝征服摩里亚的希望。

## 战役过程
1263年初的某个时候，一支由38艘桨帆船和10艘快船组成，载有约6,000名船员的热那亚舰队，在四名海军将领的指挥下，正驶往摩里亚东南部的拜占庭堡垒和海军基地莫奈姆瓦夏，在塞特波齐岛（今斯派采岛）附近遭遇了一支拥有32艘桨帆船的威尼斯舰队，后者由吉博托·丹多洛率领，正向北航行至内格罗蓬特（今埃维亚岛）。   
战斗的具体细节尚不明确，根据《热那亚年鉴》记载，当攻击信号发出时，只有两位海军将领，即皮埃特罗·阿沃卡托和兰弗兰科·斯皮诺拉率领的14艘热那亚船只前进，其余舰船先是逡巡于后，之后索性掉头逃跑。然而威尼斯编年史学家马蒂诺·达·卡纳尔指出是威尼斯方面首先发动了进攻，而热那亚人则排布为四列，每列十艘船。根据卡纳尔的说法，威尼斯人登上了热那亚的两艘旗舰，在俘获了它们并砍下上面的旗帜后，其他两名海军将领就转头逃跑了。 这场战役毫无疑问是威尼斯人取得了胜利：热那亚舰队损失惨重，指挥官阿沃卡托殉职，而威尼斯人则俘获了四艘热那亚战舰，其中包括两位海军将领的旗舰。根据现代历史学家德诺·耶阿纳科普罗斯的观点，卡纳尔对热那亚方面伤亡人数的估计“可能有些夸张”，达到1,000人（600人阵亡或受伤，400人被俘）之多，而威尼斯方面则仅有20人阵亡，400人受伤。  
也是据《热那亚年鉴》记载，热那亚舰队在接战时的犹豫不决可能是因为威尼斯人声称作为十字军享有豁免权。另一方面，热那亚海军在整个战争期间总体上未能有效对抗他们的威尼斯对手，根据海军历史学家约翰·多特森的说法，这往往是“因为割裂而低效的指挥”，此点也在该场战役中得到了具证。 历史学家弗雷德里克·C·莱恩和德诺·耶阿纳科普罗斯解释了热那亚指挥官不愿拿他们手下舰船冒险的原因：这些船只为私人承包商所有，而后者往往是管理城邦的富商巨贾，因此海军将领需对这些宝贵的资产负责。  

## 时序与细节
14世纪的威尼斯历史学家安德烈亚·丹多洛将这场战役发生的时间定于威尼斯总督雷尼埃罗·芝诺统治的第十年末，即1262年终或1263年1月，而《年鉴》简单地将其记录在1263年。现代历史学家通常将战役的时间定于1263年春季，中世纪学者乔治·卡罗认为其最晚发生在3月份，而海军历史学家卡米洛·曼弗罗尼则觉得最有可能的时间是5月。吉亚纳科普洛斯基本认同曼弗罗尼的观点，确定这场战役发生于1263年5月至7月间。
《年鉴》在1263年5月28日直接提到了这场战役，当时一支由25艘桨帆船和6艘其他船只组成的舰队在海军将领皮埃特里诺·格里马尔迪和佩塞托·马洛内的率领下出航前去增援在爱琴海作战的舰队，暗示他们也参与了这场战役。然而拜占庭学者阿尔伯特·费勒尔认为，这支舰队可能在塞特波齐的消息抵达热那亚之前就启航了，并且没有参与任何战斗。中世纪学者米歇尔·巴拉德则认为，在塞特波齐战败的舰队也许航行至莫奈姆瓦夏，与来自热那亚的新舰队汇合。虽然根据《年鉴》 的记录，舰队是“遵照皇帝之命”启航前往莫奈姆瓦夏的，但它与拜占庭在摩里亚的行动有直接关系，比如教皇乌尔班四世于一封信中就提到拜占庭军队抵达莫奈姆瓦夏，这一点尚不确定。 
此外关于两名未参加战斗的海军将领，他们的具体身份尚不清楚。卡纳尔的报告显示其中一名是希腊人， 并且资料里提到的热那亚舰队中有拜占庭船只。然而这一时期唯一具名的拜占庭舰队指挥官阿莱克修斯·杜卡斯·菲兰斯罗佩诺斯却活跃在爱琴海群岛，而非战役发生的希腊大陆沿海一带。 

## 影响

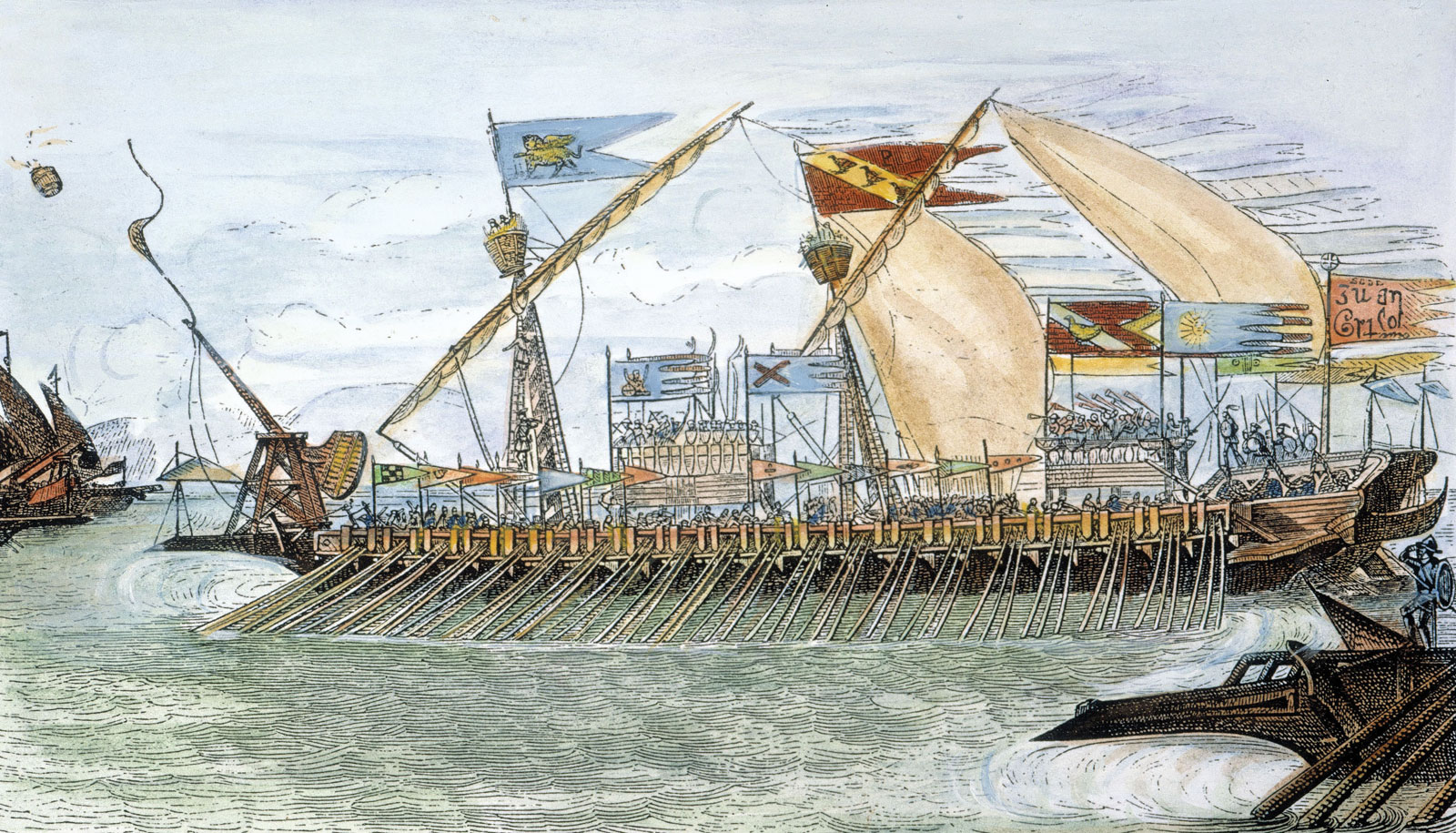
13世纪的威尼斯桨帆船（19世纪绘画）

尽管大部分热那亚舰船得以在战役中幸存下来，并在战后捕获了四艘满载补给品驶往内格罗蓬特的威尼斯运马商船，热那亚当局还是针对该战役成立了一个调查法庭，并谴责幸存的海军将领、议员和领航员“在罗马尼亚地区（即拜占庭东部）的暴行……和渎职”。《年鉴》中没有提及进一步的细节，但正如吉亚纳科普洛斯所说，“这仍然是一个明确的罪行，因为这些术语竟然出现在（热那亚共和国）或多或少官方的编年史中”。  
在这以后，热那亚人避免与威尼斯舰船发生正面冲突，转而对其商船队发动破袭战，并于1264年的萨塞诺战役中取得了显著胜利。然而1266年，由27艘桨帆船组成的热那亚主力舰队在特拉帕尼海战中为威尼斯击败并全部被俘。长时间持续的海上冲突直到1270年法王路易九世强迫两国签署克雷莫纳和约才告一段落 。  
除了船只和人员损失外，塞特波齐战役的失败还产生了政治上的长期影响，米海尔八世开始重新考量与热那亚的联盟，发现其不仅代价高昂，且迄今为止回报甚微。此前皇帝已经显现出对盟友不耐烦的迹象 ，不过现在他公开表达了自己的失望：战役结束后不久，米海尔就解散了手下的60艘热那亚战船，并且根据卡纳尔的说法，严厉训斥了身处君士坦丁堡的热那亚执政官。热那亚船只很快就被允许返回帝国服役，但米海尔开始拖欠船员工资，直到1264年拜占庭和热那亚之间的裂痕达到顶峰，当时热那亚执政官被指控密谋将君士坦丁堡交给西西里的曼弗雷德，皇帝随即驱离了城内的所有热那亚人。  
1265年6月18日，米海尔八世与威尼斯签订了一个条约，但未得到总督芝诺批准。1266年后，面对西西里国王查理一世的威胁，米海尔八世被迫与热那亚重建同盟，不过也保持了和威尼斯的缓和关系，还在1268年6月签署了为期五年的互不侵犯条约。

## 脚注
1. ↑  Dotson 2006，第65–66頁.
2. ↑  Geanakoplos 1959，第79–81頁.
3. ↑  Geanakoplos 1959，第81–82頁.
4. ↑  Geanakoplos 1959，第81–91頁.
5. ↑  Balard 1978，第42–45頁.
6. ↑  Balard 1978，第46頁.
7. ↑  Balard 1978，第46–47頁.
8. ↑  Geanakoplos 1959，第147–150頁.
9. ↑  Geanakoplos 1959，第150–151頁.
10. 1 2 3  Geanakoplos 1959，第151頁.
11. ↑  Balard 1978，第47頁.
12. 1 2  Imperiale di Sant'Angelo 1926，第49頁.
13. ↑  Geanakoplos 1959，第157–159頁.
14. 1 2 3  Imperiale di Sant'Angelo 1926，第51頁.
15. 1 2 3 4 5 6  Lane 1973，第76頁.
16. 1 2 3  Wiel 1910，第168頁.
17. 1 2 3 4 5  Geanakoplos 1959，第153頁.
18. 1 2  Wiel 1910，第168–169頁.
19. 1 2  Geanakoplos 1959，第153–154 (note 70)頁.
20. 1 2  Wiel 1910，第169頁.
21. 1 2  Dotson 2002，第122頁.
22. 1 2  Imperiale di Sant'Angelo 1926，第xlvii頁.
23. ↑  Geanakoplos 1959，第154頁.
24. ↑  Failler 1980，第102 (esp. note 52)頁.
25. ↑  Caro 1895，第131頁.
26. ↑  Manfroni 1902，第9頁.
27. ↑  Balard 1978，第48頁.
28. ↑  Failler 1980，第101–102頁.
29. ↑  Balard 1978，第48 (note 122)頁.
30. ↑  Failler 1980，第102頁.
31. ↑  Failler 1980，第101, 102頁.
32. ↑  Imperiale di Sant'Angelo 1926，第52頁.
33. ↑  Imperiale di Sant'Angelo 1926，第xlvii, 52–53頁.
34. ↑  Geanakoplos 1959，第162–163頁.
35. ↑  Lane 1973，第76, 77頁.
36. ↑  Dotson 1999，第168–176頁.
37. ↑  Dotson 1999，第176–179頁.
38. ↑  Lane 1973，第77頁.
39. ↑  Wiel 1910，第176頁.
40. ↑  Geanakoplos 1959，第154, 161頁.
41. ↑  Geanakoplos 1959，第161 (note 1), 163頁.
42. ↑  Geanakoplos 1959，第161–164頁.
43. ↑  Geanakoplos 1959，第168–171頁.
44. ↑  Setton 1976，第100頁.
45. ↑  Geanakoplos 1959，第213–215頁.